# Chauriac
Chauriat és un municipi francès situat al departament del Puèi Domat i a la regió d'Alvèrnia-Roine-Alps. L'any 2007 tenia 1.502 habitants.

## Demografia

### Població
El 2007 la població de fet de Chauriat era de 1.502 persones. Hi havia 563 famílies de les quals 116 eren unipersonals (50 homes vivint sols i 66 dones vivint soles), 179 parelles sense fills, 225 parelles amb fills i 43 famílies monoparentals amb fills.
La població ha evolucionat segons el següent gràfic:
Habitants censats

### Habitatges
El 2007 hi havia 635 habitatges, 579 eren l'habitatge principal de la família, 8 eren segones residències i 48 estaven desocupats. 592 eren cases i 43 eren apartaments. Dels 579 habitatges principals, 468 estaven ocupats pels seus propietaris, 96 estaven llogats i ocupats pels llogaters i 15 estaven cedits a títol gratuït; 1 tenia una cambra, 23 en tenien dues, 84 en tenien tres, 184 en tenien quatre i 286 en tenien cinc o més. 427 habitatges disposaven pel capbaix d'una plaça de pàrquing. A 194 habitatges hi havia un automòbil i a 341 n'hi havia dos o més.

### Piràmide de població
La piràmide de població per edats i sexe el 2009 era:
| Homes | Edats   | Dones |
| ----- | ------- | ----- |
| 0     | 95 o +  | 4     |
| 4     | 90 a 94 | 0     |
| 4     | 85 a 89 | 12    |
| 4     | 80 a 84 | 12    |
| 4     | 75 a 79 | 4     |
| 24    | 70 a 74 | 32    |
| 16    | 65 a 69 | 16    |
| 24    | 60 a 64 | 40    |
| 36    | 55 a 59 | 28    |
| 36    | 50 a 54 | 40    |
| 40    | 45 a 49 | 32    |
| 48    | 40 a 44 | 60    |
| 56    | 35 a 39 | 64    |
| 28    | 30 a 34 | 36    |
| 44    | 25 a 29 | 40    |
| 24    | 20 a 24 | 32    |
| 40    | 15 a 19 | 48    |
| 40    | 10 a 14 | 40    |
| 52    | 5 a 9   | 36    |
| 20    | 0 a 4   | 32    |

## Economia
El 2007 la població en edat de treballar era de 999 persones, 780 eren actives i 219 eren inactives. De les 780 persones actives 735 estaven ocupades (370 homes i 365 dones) i 45 estaven aturades (19 homes i 26 dones). De les 219 persones inactives 90 estaven jubilades, 82 estaven estudiant i 47 estaven classificades com a «altres inactius».

### Ingressos
El 2009 a Chauriat hi havia 600 unitats fiscals que integraven 1.554,5 persones, la mediana anual d'ingressos fiscals per persona era de 19.611 €.

### Activitats econòmiques
Dels 37 establiments que hi havia el 2007, 1 era d'una empresa alimentària, 1 d'una empresa de fabricació de material elèctric, 2 d'empreses de fabricació d'altres productes industrials, 8 d'empreses de construcció, 10 d'empreses de comerç i reparació d'automòbils, 2 d'empreses de transport, 1 d'una empresa d'informació i comunicació, 1 d'una empresa financera, 1 d'una empresa immobiliària, 4 d'empreses de serveis, 4 d'entitats de l'administració pública i 2 d'empreses classificades com a «altres activitats de serveis».
Dels 10 establiments de servei als particulars que hi havia el 2009, 1 era una oficina de correu, 1 paleta, 1 guixaire pintor, 3 fusteries, 1 lampisteria, 2 electricistes i 1 perruqueria.
Dels 3 establiments comercials que hi havia el 2009, 1 era una fleca, 1 una botiga d'equipament de la llar i 1 un drogueria.
L'any 2000 a Chauriat hi havia 18 explotacions agrícoles que ocupaven un total de 592 hectàrees.

## Equipaments sanitaris i escolars
L'únic equipament sanitari que hi havia el 2009 era una farmàcia.
El 2009 hi havia una escola elemental.

## Poblacions més properes
El següent diagrama mostra les poblacions més properes.